# Crimiso
Il Crimiso è un fiume della Sicilia occidentale, non ancora univocamente localizzato, ma ritenuto uno dei rami del fiume Belice, il principale di quell'area.

## Etimologia
Il nome proviene dal greco Κριμισός, Krimisòs. Viene indicato anche come Crimisso o Krimisso (dal latino Crimissus).

## Mitologia
Troia era terrorizzata da un mostro marino inviato dagli dei. Fenodomante, scoperto che Laomedonte li aveva offesi, ne informò il popolo chiedendo che la figlia del re, Esione, venisse offerta in sacrificio al mostro.
Laomedonte, padre di Priamo, profondamente irato, fece rapire per vendetta le sue figlie e le affidò a dei marinai perché le conducessero in Sicilia per darle in pasto ai ciclopi, dopo, saputo che Eracle era nei pressi della sua città lo raggiunse, e gli chiese di uccidere il mostro e salvare sua figlia, promettendogli in cambio i cavalli di Zeus.
Così Eracle uccise il mostro e liberò la figlia del re, ma quando si recò da lui per ricevere i cavalli promessi, questi si rifiutò di darglieli.
Eracle, imbestialito, come la furia di una tempesta, si abbatté sul re e sui suoi figli, uccidendoli uno dopo l'altro, tranne Esione e commosso dalle suppliche di lei, risparmiò anche Priamo.
Nel frattempo, la nave con le tre donne, in seguito a una tempesta, naufragò sugli scogli della Sicilia, alcune spiagge prima di dove il Crimiso si unisce con il mare, e qui l'unica di esse superstite, Egesta, vagò tra i boschi lungo il fiume per giorni, fino a quando spossata dalla stanchezza, si abbandonò sulla riva del fiume, sarebbe di certo morta per il gelo della notte, ma il dio del fiume, vedendola così bella, per proteggerla da una morte certa, riscaldò l'acqua di un torrente e avvolse la donna in un abbraccio caldo, il calore dell'acqua rilassò i sensi della donna, e in quell'abbraccio, innamoratosi di lei, trasformatosi in uno splendido levriero, dormì con lei tutta la notte, e da quell'unione nacque Aceste.

## Geografia

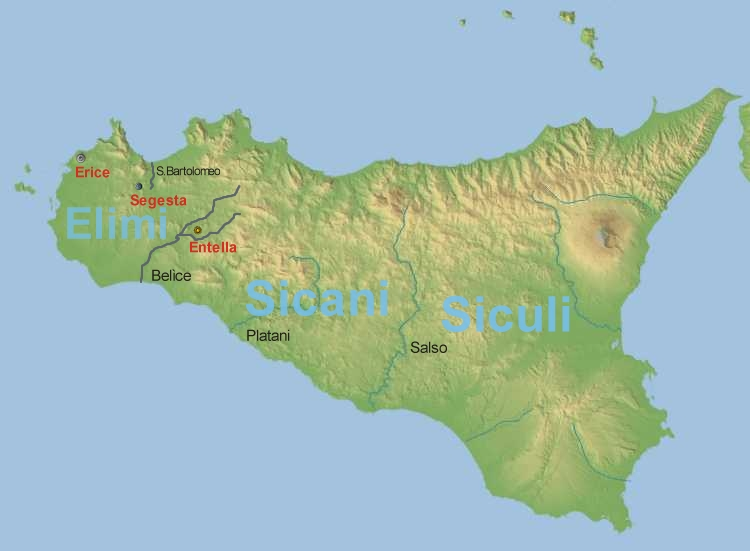
Corso del fiume Belice

La sua locazione geografica è molto dibattuta, tra chi ritiene che sia il fiume San Bartolomeo che ha la foce nei pressi di Castellammare del Golfo (TP) ovvero uno dei rami del fiume Belice nei pressi di Poggioreale (TP) e che sfocia nel Canale di Sicilia poco distante dall'antica città greca di Selinunte.
I perni attorno ai quali si è sviluppato il dibattito sono stati il mito del dio del fiume Crimisso che si unì nelle acque calde con una donna troiana da cui nacque Aceste, fondatore di Segesta, posta nei pressi del San Bartolomeo, e la battaglia storica di Timoleonte di Siracusa contro i Cartaginesi nel 339 a.C., indicata dagli storici come la battaglia del Crimiso e incontestabilmente svoltasi nei pressi dell'antica città di Entella.
Oggi si è concordi nel ritenere che la giusta locazione sia da individuare in uno dei due rami del Belice.
L'errore di alcuni storici dell'Ottocento è giustificabile in un momento storico dell'archeologia in cui non si conosceva la corretta ubicazione della città di Entella.
Si era propensi a individuare tutte le città squisitamente elime lungo l'asse Erice-Segesta e nella costa settentrionale fino a Solunto.
(M.I. Gulletta, Timoleonte, Entella e la sua Chora)
Il mito del dio del fiume Crimiso è indissolubilmente legato ai corsi d'acqua che bagnano la Sicilia Occidentale e che coincidono con il territorio elimo, soprattutto in quei tratti che sono alimentati da acque termali, e ve ne sono diversi sia presso il San Bartolomeo di Segesta, sia lungo il fiume Belice (Acque Pie - Montevago AG, San Lorenzo - Roccamena PA).
Attraverso il Belice si poteva procedere lungo la via Entella per Camico (Sant'Angelo Muxaro), Agrigento fino a Siracusa, ovvero, giungendo fino alle montagne dove i due rami hanno origine, rispettivamente Piana degli Albanesi e Rocca Busambra, si arrivava alle spiagge della costa tirrenica, passando da Schera (Corleone), Makella e, attraverso il corso dell'Eleuterio, Imera e Solunto.
Il legame del nome Crimiso con il dio del fiume che concepì Aceste è appropriato, ma risulta infelice l'abbinamento al San Bartolomeo, anche perché quei due rami del fiume furono identificati da Strabone come Scamandro e Simoenta in onore dei fiumi che circondavano Troia, e questo è riportato da Strabone ("amnes apud Aegestam Scamandrum et Simoenta"), da Diodoro e da Virgilio ("Hectoreos amnes Xanthum et Simoenta videbo?").

## Storia
Vi si svolse, nel 339 a.C., la battaglia del Crimiso tra i Greci comandati da Timoleonte, supportato da Mamerco di Katana e Iceta di Leontini, contro i Cartaginesi di Amilcare ed Asdrubale.
Gli storici antichi Diodoro Siculo (Agyrion, ca. 90 a.C. – ca. 27 a.C.) e Plutarco (Cheronea, ca. 46 – 127), descrivono i luoghi spogliando l'evento bellico di qualsiasi dimensione mitica, concordano sugli avvenimenti legati alla battaglia e su come, sia la città di Entella, sia il fiume Crimiso siano strettamente legati all'area dove si consumò lo scontro tra Corinzi e Cartaginesi.
(Diodoro Siculo)
(Plutarco)
(Diodoro Siculo)
Dunque i Cartaginesi partirono da Lilibeo alla volta di Siracusa con un esercito di 70000 uomini, appare chiaro che non c'era alcun valido motivo per spingersi verso Segesta se la direzione era Agrigento, inoltre il Belice è un fiume importante nel quadro idrografico siciliano, tanto che alimenta ben due dighe, una dal ramo destro, presso Piana degli Albanesi e l'altra dal ramo sinistro presso Contessa Entellina, posta proprio ai piedi della Rocca di Entella.
Timoleonte attacca e prende Entella, e in quel territorio attende l'arrivo del nemico, e lo sorprende in uno dei due rami del Belice, durante l'attraversamento del fiume, e mentre sopraggiunge a travolgere i cartaginesi una piena.
Le piene sono ancora oggi frequenti in questo fiume quando si susseguono diversi giorni di pioggia.